# Batalha de Maloyaroslavets
A Batalha de Maloyaroslavets teve lugar no dia 24 de outubro de 1812, com os exército russos sob o comando do marechal Kutuzov, e o exército francês comandado pelo ex-enteado de Napoleão.

## Prelúdio
Em 19 de outubro Napoleão se retirou de Moscovo e marchou na direção de Kaluga. Napoleão acreditava que as forças russas estavam em Fominskoye a 40 milhas de Moscou mas para a surpresa de Napoleão o Marechal Kutuzov tinha enviado em sua direção o General Dokhturov com 12 mil homens, 3 mil homens da cavalaria e 84 armas. O general Dokhturov resolveu se manter firme até a chegada dos reforços sobre o rio Luzha.

## A batalha
Dokhturov entrou na cidade a partir do sul e encontrou os franceses lá com a ponte tomada. Ferozes combates começaram, a cidade mudou de mãos cinco vezes. O General Raevski chegaram com mais 10 mil russos, mais uma vez eles tomaram a cidade, embora não a ponte. Uma divisão italiana, sob o comando de Domenico Pino (Ministro da Guerra do Reino da Itália), de noite tinham expulso novamente os russos. Durante o curso da batalha a cidade mudou de mãos nada menos do que 8 vezes, e foi citado que o exército francês e exército italiano, em especial, lutaram como leões. O Marechal Kutuzov chegou, e decidiu uma batalha campal com o Grande Exército no dia seguinte, e em vez de recuar para Kaluga. As forças principalmente francesa e italiana tiveram uma vitória decisiva sobre o dia, mas a um custo muito pesado, embora o exército russo tomou um espancamento tiveram uma vitória estratégica com sucesso, já que pretendiam evitar batalha como um resultado de grandes baixas em soldados, Napoleão mudou sua linha de mar, ao norte, através Mozhaisk e Smolensk, o percurso que pretendia evitar. O exército Francês perdeu 6 000 homens, enquanto os russos sofreram 7 000 baixas.

## Resultados
A batalha terminou com uma vitória tática francesa, porém eles tiveram de abandonar a marcha em direção a Kaluga.